# والتر ويلكوكس
والتر ويلكوكس هو مستكشف كندي، ولد في 1869، وتوفي في 1949.